# Елвін Джафаргулієв
Елвін Елдар огли Джафаргулієв (азерб. Elvin Eldar oğlu Cəfərquliyev, нар. 26 жовтня 2000, Баку, Азербайджан) — азербайджанський футболіст, фланговий захисник клубу «Карабах» та національної збірної Азербайджану.

## Ігрова кар'єра

### Клубна
Свою ігрову кар'єру Джафаргулієв почав у клубі «Кешля». 10 грудня 2017 року він дебютував в основі команди в кубковому матчі.
Вже у 2018 році футболіст перейшов до стану «Карабаха». Але не провівши жодного матчу в першій команді, у 2019 році відбув в оренду до «Сумгаїта». 17 серпня 2019 року в складі цієї команди Елвін провів першу гру в чемпіонаті країни.
Після завершення терміну оренди Джафаргулієв повернувся до «Карабаха» і у вересні 2020 року зіграв першу гру в складі агдамського клубу. Також в тому ж році футболіст почав свої виступи в матчах єврокубків.

### Збірна
30 березня 2021 року в матчі відбору до чемпіонату світу проти Сербії Джафаргулієв дебютував у складі національної збірної Азербайджану.

## Титули
Кешля
 Переможець Кубка Азербайджану: 2017/18
Карабах
 Чемпіон Азербайджану (4): 2021/22, 2022/23, 2023/24, 2024/25
 Переможець Кубка Азербайджану (2): 2021/22, 2023/24